# Gökhan Inler
Gökhan Inler (né le 27 juin 1984 à Olten dans le canton de Soleure), est un footballeur international suisse qui évolue au poste de milieu défensif.

## Biographie

### Enfance et formation
Gökhan Inler naît le 27 juin 1984 à Olten de parents originaires de Tekirdağ et arrivés en Suisse peu avant sa naissance.
Gökhan Inler débute au FC Olten à six ans puis, dès l'âge de 16 ans, en LNB avec le FC Soleure entre 2000 et 2002 avant d'intégrer l'équipe espoir du FC Bâle jusqu'en 2005.

### Débuts professionnels à Aarau, éclosion et confirmation à Zurich et Udine
Après quelques essais mitigés au Fenerbahçe SK, il joue au FC Aarau jusqu'en 2006 où il rejoint le FC Zurich à la mi-saison (janvier 2006) et remporte le championnat 2005-2006 et 2006-2007 avant de partir en Italie à l'Udinese Calcio, club de Serie A ou il remporte une très grande notoriété. Il signe son dernier but avec l'Udinese face à Naples, il n'exultera pas, pressenti dans ce même club ou les tifosi l'aiment déjà comme s'il était un des leurs, il signe effectivement en juillet 2011, un contrat avec le SSC Naples. Le club napolitain a déboursé 21 millions d'euros pour acquérir les services du joueur, ce qui en fait le footballeur le plus cher de l'histoire du football suisse. Il devance entre autres Blerim Džemaili également transféré au SSC Napoli lors de la même saison.

### Naples
Arrivé en grande pompe du côté du Vésuve, il se présente en conférence de présentation avec un masque de lion sur le visage qu'il gardera quelques minutes, nouveau taulier au milieu dont l'équipe avait cruellement besoin, le nouveau Napoleone (jeu de mots : Napo pour Napoli et Leone qui signifie lion). Il forme avec Walter Gargano un milieu de terrain très imposant. Il marque son premier but avec le Napoli lors de la dernière journée de la Champions League en ouvrant le score face à Villarreal CF (0-2), but historique puisqu'il permet la qualification du Napoli dans le groupe de la mort au détriment de Manchester City dont de nombreux observateur donnait favoris, il dédiera son but aux supporters de Naples.
Le 20 mai 2012, il remporte la Coupe d'Italie avec Naples lors de la finale de Rome contre le champion en titre d'Italie, la Juventus (2-0).

### Leicester City et exil en Turquie
Le 13 août 2015, Inler rejoint le club anglais de Leicester City avec un contrat courant jusqu'en 2018. Leicester remporte à la surprise générale le titre de champion d'Angleterre en 2016. Cependant, Inler aura beaucoup de peine à trouver ses marques dans son nouveau club et ne jouera que cinq matches de Premier League.
Il quitte l'Angleterre en 2016 pour s'engager avec le grand club turc de Beşiktaş JK. Bien que très peu utilisé, Inler remporte le championnat turc 2016-2017 avec le club stambouliote. En 2017, il rejoint le club d'Istanbul Başakşehir où il restera jusqu'en 2020, gagnant au passage son deuxième titre de champion de Turquie lors de sa dernière saison. En septembre 2020, Inler s'engage pour Adana Demirspor, club de 2e division turque.

### Carrière en équipe nationale
Gökhan Inler connaît sa première sélection le 2 septembre 2006 au parc Saint-Jacques, lors du match Suisse-Venezuela. Il entre à la quatre-vingtième minute de jeu à la place de Raphaël Wicky. Depuis ce jour, il ne quittera plus l'équipe nationale, l'éviction de l'ancien capitaine Johann Vogel lui laissant plus de place dans la sélection.
Il marque son premier but en sélection contre la Jamaïque, le 23 mars 2007.
Sous la coupole d'Ottmar Hitzfeld, Inler est un titulaire indiscutable au poste de milieu défensif. Il fut vice-capitaine de la Nati de 2010 à 2011 puis le samedi 23 avril 2011, il est annoncé officiellement comme le nouveau Capitaine de l'équipe nationale suisse et remplace ainsi Alexander Frei qui s'est retiré des cadres de la Nati. Satisfait de ce choix, Inler dira vis-à-vis de cette nomination : « C'est un honneur pour moi et cela me rend fier » et précisera également ces objectifs face à l'Équipe : « Je vais faire en sorte que l'équipe ait faim et je veux être le relais entre l'entraîneur et les joueurs." »
Par la suite, Inler tiendra des propos élogieux sur l'équipe : « Être capitaine d’une telle équipe est un honneur. Elle est composée de joueurs venus de cultures différentes. Mais tous, nous avons grandi en Suisse. Tous, nous avons été formés en Suisse. L’esprit de cette équipe est irréprochable. Nous avons formé avec le sélectionneur un conseil de joueurs qui représente bien toutes les composantes de la sélection. On peut vraiment réussir quelque chose de grand ! »
N'ayant pas réussi à s'imposer à Leicester City lors de la saison 15-16, il n'est pas appelé par le sélectionneur Vladimir Petkovic pour le Championnat d'Europe 2016. Son successeur au poste de capitaine de la Nati est Stephan Lichtsteiner.

## Statistiques
| Saison                | Club                  | Championnat           | Championnat | Championnat | Coupe nationale | Coupe nationale | Coupe de la Ligue | Coupe de la Ligue | Supercoupe | Supercoupe | Compétition(s) continentale(s) | Compétition(s) continentale(s) | Compétition(s) continentale(s) | Suisse | Suisse | Total | Total |
| Saison                | Club                  | Division              | M.          | B.          | M.              | B.              | M.                | B.                | M.         | B.         | Comp.                          | M.                             | B.                             | M.     | B.     | M.    | B.    |
| 2004-2005             | FC Aarau              | Super League          | 14          | 3           | 1               | 0               | -                 | -                 | -          | -          | -                              | -                              | -                              | -      | -      | 15    | 3     |
| 2005-2006             | FC Aarau              | Super League          | 11          | 0           | 1               | 0               | -                 | -                 | -          | -          | -                              | -                              | -                              | -      | -      | 12    | 0     |
| Sous-total            | Sous-total            | Sous-total            | 25          | 3           | 2               | 0               | -                 | -                 | -          | -          | -                              | -                              | -                              | -      | -      | 27    | 3     |
| 2005-2006             | FC Zurich             | Super League          | 17          | 2           | 1               | 0               | -                 | -                 | -          | -          | -                              | -                              | -                              | -      | -      | 18    | 2     |
| 2006-2007             | FC Zurich             | Super League          | 36          | 1           | 5               | 1               | -                 | -                 | -          | -          | C1                             | 2                              | 0                              | 7      | 1      | 50    | 3     |
| Sous-total            | Sous-total            | Sous-total            | 53          | 3           | 6               | 1               | -                 | -                 | -          | -          | -                              | 2                              | 0                              | 7      | 1      | 68    | 5     |
| 2007-2008             | Udinese Calcio        | Série A               | 37          | 2           | 3               | 0               | -                 | -                 | -          | -          | -                              | -                              | -                              | 13     | 0      | 53    | 2     |
| 2008-2009             | Udinese Calcio        | Série A               | 36          | 1           | 1               | 0               | -                 | -                 | -          | -          | C3                             | 12                             | 2                              | 9      | 0      | 58    | 3     |
| 2009-2010             | Udinese Calcio        | Série A               | 33          | 0           | 4               | 1               | -                 | -                 | -          | -          | -                              | -                              | -                              | 10     | 2      | 47    | 3     |
| 2010-2011             | Udinese Calcio        | Série A               | 35          | 3           | 1               | 0               | -                 | -                 | -          | -          | -                              | -                              | -                              | 9      | 1      | 45    | 4     |
| Sous-total            | Sous-total            | Sous-total            | 141         | 6           | 9               | 1               | -                 | -                 | -          | -          | -                              | 12                             | 2                              | 41     | 3      | 203   | 12    |
| 2011-2012             | SSC Napoli            | Série A               | 36          | 0           | 5               | 0               | -                 | -                 | -          | -          | C1                             | 8                              | 2                              | 9      | 0      | 58    | 2     |
| 2012-2013             | SSC Napoli            | Série A               | 31          | 6           | 1               | 0               | -                 | -                 | 1          | 0          | C3                             | 6                              | 0                              | 9      | 2      | 48    | 8     |
| 2013-2014             | SSC Napoli            | Série A               | 32          | 2           | 5               | 0               | -                 | -                 | -          | -          | C1+C3                          | 5+3                            | 1+1                            | 11     | 0      | 56    | 4     |
| 2014-2015             | SSC Napoli            | Série A               | 19          | 1           | 2               | 0               | -                 | -                 | 1          | 0          | C3                             | 11                             | 0                              | 10     | 1      | 43    | 2     |
| Sous-total            | Sous-total            | Sous-total            | 118         | 9           | 13              | 0               | -                 | -                 | 2          | 0          | -                              | 33                             | 4                              | 39     | 3      | 205   | 16    |
| 2015-2016             | Leicester City        | Premier League        | 5           | 0           | 2               | 0               | 3                 | 0                 | -          | -          | -                              | -                              | -                              | 5      | 1      | 15    | 1     |
| Sous-total            | Sous-total            | Sous-total            | 5           | 0           | 2               | 0               | 3                 | 0                 | -          | -          | -                              | -                              | -                              | 5      | 1      | 15    | 1     |
| 2016-2017             | Beşiktaş              | Süper Lig             | 14          | 0           | 6               | 0               | -                 | -                 | -          | -          | C1+C3                          | 5+5                            | 0+0                            | -      | -      | 30    | 0     |
| Sous-total            | Sous-total            | Sous-total            | 14          | 0           | 6               | 0               | -                 | -                 | -          | -          | -                              | 10                             | 0                              | -      | -      | 30    | 0     |
| 2017-2018             | Başakşehir FK         | Süper Lig             | 22          | 1           | 3               | 0               | -                 | -                 | -          | -          | C1+C3                          | 4+6                            | 0+0                            | -      | -      | 35    | 1     |
| 2018-2019             | Başakşehir FK         | Süper Lig             | 5           | 0           | 2               | 0               | -                 | -                 | -          | -          | C3                             | 1                              | 0                              | -      | -      | 8     | 0     |
| Sous-total            | Sous-total            | Sous-total            | 25          | 1           | 5               | 0               | -                 | -                 | -          | -          | -                              | 11                             | 0                              | -      | -      | 41    | 1     |
| Total sur la carrière | Total sur la carrière | Total sur la carrière | 381         | 22          | 43              | 2               | 3                 | 0                 | 2          | 0          | -                              | 68                             | 6                              | 89     | 7      | 586   | 37    |

| #  | Date              | Stade                      | Adversaire     | Résultat         | But           |
| -- | ----------------- | -------------------------- | -------------- | ---------------- | ------------- |
| 1. | 22 mars 2007      | Stade Lockhart, États-Unis | Jamaïque       | Victoire Suisse  | 12e           |
| 2. | 3 mars 2010       | AFG Arena, Suisse          | Uruguay        | Victoire Uruguay | 29e (Penalty) |
| 3. | 5 juin 2010       | Stade de Genève, Suisse    | Italie         | Match nul        | 10e           |
| 4. | 12 octobre 2010   | Parc Saint-Jacques, Suisse | Pays de Galles | Victoire Suisse  | 82e (Penalty) |
| 5. | 7 septembre 2012  | Stadion Stožice, Slovénie  | Slovénie       | Victoire Suisse  | 51e           |
| 6. | 11 septembre 2012 | Swissporarena, Suisse      | Albanie        | Victoire Suisse  | 68e (Penalty) |
| 7. | 9 octobre 2015    | AFG Arena, Suisse          | Saint-Marin    | Victoire Suisse  | 56e (Penalty) |

## Palmarès
- FC Zurich :
  - Championnat Suisse
    - Vainqueur (2) : 2006 et 2007.

- SSC Napoli :
  - Coupe d'Italie
    - Vainqueur (2) : 2012, 2014.

  - Supercoupe d'Italie
    - Vainqueur (1) : 2014.

- Leicester City FC :
  - Championnat d'Angleterre
    - Vainqueur (1) : 2016.

- Besiktas JK :
  - Championnat de Turquie
    - Vainqueur (1) : 2017.

- Istanbul Başakşehir :
  - Championnat de Turquie
    - Vainqueur (1) : 2020.